# Кимбалл (округ)
Округ Кимбалл (англ. Kimball County) — округ на западе американского штата Небраска. На 2010 год население округа Кимбалл составляло 3821 жителя. Окружной центр — Кимбалл.
В системе автомобильных номеров Небраски округ Кимбалл имеет префикс 71.
Округ создан в 1888 году и назван в честь руководителя железной дороги Томаса Кимбалла. На территории округа находится высочайшая точка Небраски Панорама-Пойнт.

## География
По данным Бюро переписи населения США округ Кимбалл имеет общую площадь в 2466 квадратных километра, из которых 2464 кв. километра занимает земля и 2 кв. километра — вода.
Через округ проходят:
- I-80
- US 30 (англ. U.S. Route 30).
- Дорога 71 штата Небраска[англ.]

## Население
| Год переписи | Нас. |  | %±     |
| ------------ | ---- |  | ------ |
| 1890         | 959  |  | —      |
| 1900         | 758  |  | −21%   |
| 1910         | 1942 |  | 156,2% |
| 1920         | 4498 |  | 131,6% |
| 1930         | 4675 |  | 3,9%   |
| 1940         | 3913 |  | −16,3% |
| 1950         | 4283 |  | 9,5%   |
| 1960         | 7975 |  | 86,2%  |
| 1970         | 6009 |  | −24,7% |
| 1980         | 4882 |  | −18,8% |
| 1990         | 4108 |  | −15,9% |
| 2000         | 4089 |  | −0,5%  |
| 2010         | 3821 |  | −6,6%  |
| 2016         | 3679 |  | −3,7%  |

В 2010 году на территории округа проживало 3821 человек (из них 49,8 % мужчин и 50,2 % женщин), насчитывалось 1673 домашнее хозяйство и 1068 семей. Расовый состав: белые — 94,2 %, афроамериканцы — 0,2 %, коренные американцы — 1,3 % и представители двух и более рас — 1,8 %.
Население округа по возрастному диапазону по данным переписи 2010 года распределилось следующим образом: 22,4 % — жители младше 18 лет, 2,7 % — между 18 и 21 годами, 52,8 % — от 21 до 65 лет и 22,1 % — в возрасте 65 лет и старше. Средний возраст населения — 46,0 лет. На каждые 100 женщин в Кимбалле приходилось 99,2 мужчин, при этом на 100 совершеннолетних женщин приходилось уже 96,8 мужчины сопоставимого возраста.
Из 1673 домашнего хозяйства 63,8 % представляли собой семьи: 51,8 % совместно проживающих супружеских пар (16,9 % с детьми младше 18 лет); 7,3 % — женщины, проживающие без мужей и 4,7 % — мужчины, проживающие без жён. 36,2 % не имели семьи. В среднем домашнее хозяйство ведут 2,26 человека, а средний размер семьи — 2,80 человека. В одиночестве проживали 32,0 % населения, 15,2 % составляли одинокие пожилые люди (старше 65 лет).

## Экономика
В 2016 году из 2965 трудоспособных жителей старше 16 лет имели работу 1719 человек. В 2014 году медианный доход на семью оценивался в 51 161 $, на домашнее хозяйство — в 40 344 $. Доход на душу населения — 23 727 $. 7,5 % от всего числа семей в Кимбалле и 10,3 % от всей численности населения находилось на момент переписи за чертой бедности.